# Los 3 Mosqueteros (álbum)
Los 3 Mosqueteros es el primer álbum de estudio homónimo del grupo puertorriqueño Los 3 Mosqueteros. Fue lanzado en el año 1997 bajo el sello MadYatch Records, perteneciente a DJ Eric quién también produjo el álbum completo. Fue lanzado digitalmente en 2020 por JN Music Group.

## Producción
El productor musical DJ Eric decide reunir a estos tres artistas para formar el trío llamado "Los 3 Mosqueteros", estos cantantes dieron mucho de que hablar en ese tiempo, por sus batallas liricales con la compañía The Noise de DJ Negro, también con DJ Nelson y sus artistas, y con el bando de DJ Playero. Luego de un tiempo, Lito y Polaco se separan del trío y de la compañía de DJ Eric La Industria por problemas. Después de esto, ellos deciden formar el dúo Lito & Polaco, que a los años siguientes firmarían contrato con Raphy Pina, para unirse a la compañía Pina Records.

## Secuela
Posteriormente, MadYatch Records lanzaría un álbum titulado Los 3 Mosqueteros: De vuelta por primera vez, esta vez, el trío sería conformado por Jetson El Súper, Johnny Stone y Nieto (anteriormente, del dúo Faze y Nieto).

## Videos
El video que salió de esta producción fue la canción "Chicas Interesadas" de MC Ceja, Lito y Polaco.

## Lista de canciones
| No. | Canción                        | Artista(s)             |
| --- | ------------------------------ | ---------------------- |
| 1.  | Intro                          |                        |
| 2.  | Intro 2                        | DJ Eric                |
| 3.  | Si Eres Tu La Que Modela       | MC Ceja                |
| 4.  | Se Mueren                      | Polaco                 |
| 5.  | 1-800 MC Cassidy               | Lito MC Cassidy        |
| 6.  | No Pasas De Level              | Polaco                 |
| 7.  | A Mi Me Da Igual               | Lito MC Cassidy        |
| 8.  | Chicas Interesadas             | MC Ceja, Lito & Polaco |
| 9.  | Llamada                        | DJ Eric                |
| 10. | You Make Me Crazy              | MC Ceja, Lito & Polaco |
| 11. | Mil Emociones                  | Polaco                 |
| 12. | No Pueden Conmigo              | Lito MC Cassidy        |
| 13. | Con Mi Glock, Glock            | MC Ceja                |
| 14. | Tres Lamentos (Versión R&B)    | MC Ceja, Lito & Polaco |
| 15. | Tres Lamentos (Versión Reggae) | MC Ceja, Lito & Polaco |